# Inglés como segunda lengua

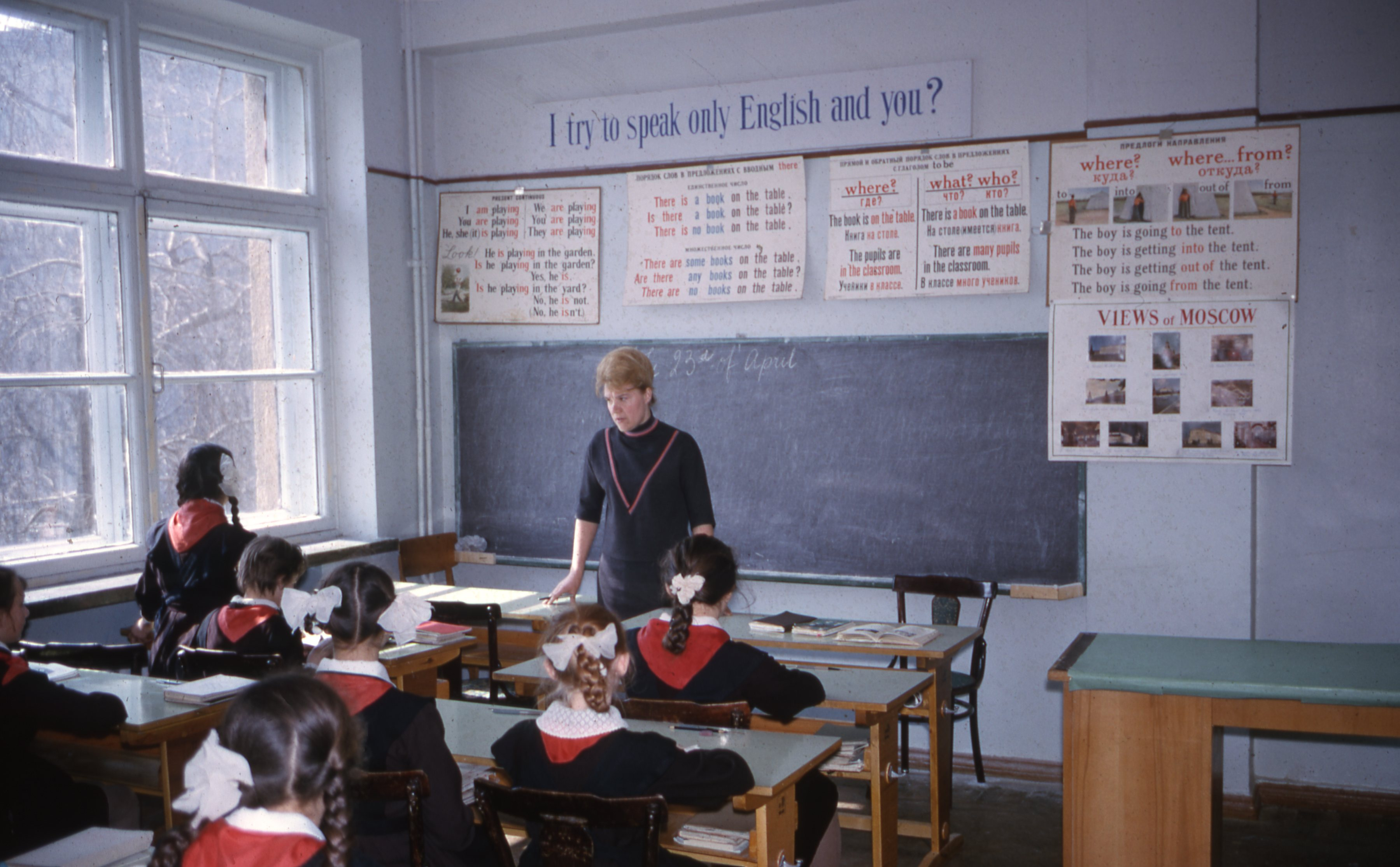
Clases de inglés en Moscú en 1964.

El inglés como segunda lengua o lengua extranjera es el uso del inglés por hablantes con diferentes lenguas nativas. La educación de idiomas para personas que aprenden inglés puede conocerse como inglés como segundo idioma (ESL: por sus siglas en inglés), inglés como idioma extranjero (EFL: por sus siglas en inglés), inglés como idioma adicional (EAL: por sus siglas en inglés) o inglés para hablantes de otros idiomas (ESOL: por sus siglas en inglés). El aspecto en el que se enseña ESL se conoce como enseñanza del inglés como lengua extranjera (TEFL), enseñar inglés como segundo idioma (TESL) o enseñar inglés a hablantes de otros idiomas (TESOL). Técnicamente, TEFL se refiere a la enseñanza del idioma inglés en un país donde el inglés no es el idioma oficial, TESL se refiere a la enseñanza del inglés a hablantes no nativos de inglés en un país nativo de habla inglesa y TESOL cubre ambos. En la práctica, sin embargo, cada uno de estos términos tiende a usarse de manera más genérica en todo el campo. TEFL se usa más ampliamente en el Reino Unido y TESL o TESOL en los Estados Unidos.
Algunos han hecho notar que el término «ESL» indica que el inglés tendría una importancia secundaria; por ejemplo, cuando el inglés se utiliza como lengua franca en un país multilingüe. El término puede ser un nombre inapropiado para algunos estudiantes que han aprendido varios idiomas antes de aprender inglés. En su lugar, se han utilizado los términos «aprendices de inglés» (ELL) y, más recientemente, «aprendices de inglés» (EL), y las lenguas y culturas nativas de los estudiantes se consideran importantes.
Los métodos de aprendizaje del inglés son muy variables, según el nivel de dominio del inglés del estudiante y la forma y el entorno en el que se les enseña, que pueden variar desde clases obligatorias en la escuela hasta estudios autodirigidos en casa o una combinación de ambos. En algunos programas, los materiales educativos (incluidas las conferencias orales y las tareas escritas) se proporcionan en una combinación de inglés y el idioma nativo del estudiante. En otros programas, los materiales educativos siempre están en inglés, pero el vocabulario, la gramática y las pistas de contexto pueden modificarse para que los estudiantes con diferentes niveles de comprensión los entiendan más fácilmente (Wright, 2010). La adaptación de la comprensión, las repeticiones orientadas a la comprensión y las modificaciones son algunos de los métodos utilizados en el entrenamiento. Sin embargo, sin una inmersión cultural adecuada (bases de aprendizaje social), los hábitos lingüísticos asociados y los puntos de referencia (mecanismos internos) del país de acogida no se transfieren por completo a través de estos programas (Wright, 2010). Como complicación adicional, la sintaxis del idioma se basa en la gramática latina por lo que adolece de inconsistencias.  Los principales motores que influyen en el idioma son los Estados Unidos y el Reino Unido y ambos han asimilado el idioma de manera diferente, por lo que difieren en las expresiones y el uso. Esto se encuentra principalmente en la pronunciación y el vocabulario. También existen variantes del idioma inglés en ambos países (por ejemplo, inglés vernáculo afroamericano).
El idioma inglés tiene un gran alcance e influencia, y el inglés se enseña en todo el mundo. En los países donde el inglés no suele ser un idioma nativo, existen dos modelos distintos para enseñar inglés: programas educativos para estudiantes que desean mudarse a países de habla inglesa y otros programas para estudiantes que no tienen la intención de mudarse pero que quieren entender Contenido en inglés con fines educativos, de entretenimiento, de empleo o para realizar negocios internacionales. Las diferencias entre estos dos modelos de educación del idioma inglés han aumentado con el tiempo, y los profesores que se centran en cada modelo han utilizado una terminología diferente, han recibido una formación diferente y han formado asociaciones profesionales independientes. El inglés también se enseña como segundo idioma para inmigrantes recientes a países de habla inglesa, lo que enfrenta desafíos separados porque los estudiantes de una clase pueden hablar muchos idiomas nativos diferentes.

## Dificultades para los alumnos

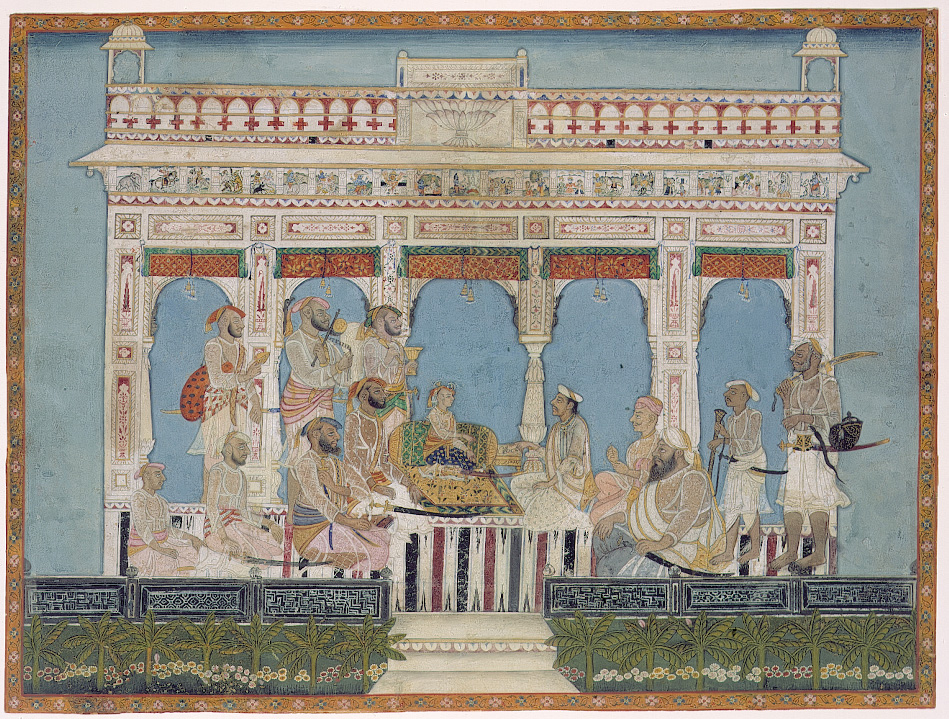
Joven Jayaji Rao Sindhia, Maharaja de Gwalior, estudiando inglés, 1846

La práctica de la enseñanza de idiomas a menudo asume que la mayoría de las dificultades que enfrentan los estudiantes en el estudio del inglés son una consecuencia del grado en que su lengua materna se diferencia del inglés (un enfoque de análisis contrastivo). Un hablante nativo de chino, por ejemplo, puede enfrentar muchas más dificultades que un hablante nativo de alemán, porque el alemán está más relacionado con el inglés que el chino. Esto puede ser cierto para cualquier persona de cualquier idioma materno (también llamado primer idioma, normalmente abreviado L1) que se proponga aprender cualquier otro idioma (llamado idioma de destino, segundo idioma o L2). Véase también adquisición de un segundo idioma (SLA) para evidencia mixta de investigación lingüística.
Los estudiantes de idiomas a menudo producen errores de sintaxis, vocabulario y pronunciación que se cree que son el resultado de la influencia de su L1, como mapear sus patrones gramaticales de manera inapropiada en la L2, pronunciar ciertos sonidos incorrectamente o con dificultad, y confundir elementos de vocabulario conocidos como falsos amigos. Esto se conoce como transferencia L1 o «interferencia de idioma». Sin embargo, estos efectos de transferencia suelen ser más fuertes para la producción de idiomas para principiantes, y la investigación de SLA ha resaltado muchos errores que no se pueden atribuir a la L1, ya que están atestiguados en estudiantes de muchos orígenes lingüísticos (por ejemplo, no aplicar la tercera persona presente singular -s a los verbos, como en «he make» no en «he make´s»).
Algunos estudiantes pueden tener problemas debido a la incoherencia en ciertas reglas, algunas palabras, por ejemplo, podrían ser un sustantivo o un verbo dependiendo de la ubicación de la palabra. Por ejemplo, en «I am suffering terribly», el sufrimiento es el verbo, pero en «My suffering is terrible», es un sustantivo. Sin embargo, ambas oraciones expresan la misma idea usando las mismas palabras. Otros estudiantes pueden tener problemas debido a la naturaleza de prescripción y proscripción de reglas en el lenguaje formuladas por gramáticos aficionados en lugar de atribuirlas a la naturaleza funcional y descriptiva de los lenguajes evidenciados por la distribución. Por ejemplo, el clérigo, Robert Lowth, introdujo la regla de nunca terminar una oración con una preposición, inspirada en la gramática latina, a través de su libro Una breve introducción a la gramática inglesa. Las inconsistencias derivadas de la estandarización del idioma inglés del idioma latin llevaron a clasificar y subclasificar una estructura de idioma que de otro modo sería simple. Como muchos sistemas de escritura alfabética, el inglés también ha incorporado el principio de que las unidades grafémicas deben corresponder a las unidades fonémicas; sin embargo, la fidelidad al principio se ve comprometida, en comparación con un idioma ejemplar como el finlandés. Esto es evidente en el Oxford English Dictionary; durante muchos años experimentó con muchas grafías de 'SIGN' para lograr una fidelidad con dicho principio, entre ellas se encuentran SINE, SEGN y SYNE, y a través de las mutaciones diacrónicas se asentaron en SIGN. Las diferencias culturales en los estilos y preferencias de comunicación también son significativas. Por ejemplo, un estudio entre estudiantes chinos de ESL reveló que la preferencia por no usar la marca de tiempo en el verbo presente en la morfología de su lengua materna les dificultaba expresar oraciones relacionadas con el tiempo en inglés. Otro estudio examinó a estudiantes chinos de ESL y profesores británicos y descubrió que los estudiantes chinos no veían el tipo de comunicación de «discusión e interacción» en el aula como importante, pero ponían un gran énfasis en las conferencias dirigidas por el profesor.

### Pronunciación
Esta sección contiene transcripciones fonéticas en el Alfabeto Fonético Internacional (IFA). Para obtener una guía introductoria sobre los símbolos IFA, consulte IFA y delimitadores de transcripción.
El inglés contiene una serie de sonidos y distinciones de sonido que no están presentes en algunos otros idiomas. Estos sonidos pueden incluir vocales y consonantes, así como diptongos y otros morfemas. Los hablantes de idiomas sin estos sonidos pueden tener problemas para oírlos y pronunciarlos. Por ejemplo:
- Los interdentales, / θ / y / ð / (ambos escritos como «th»), son relativamente raros en otros idiomas.
- Contraste fonémico de / i / con / ɪ / (vocales «beat» v. «bit»), de / u / con / ʊ / (vocales «fool» v. «full»), y de / ɛ / con / æ / (vocales «bet» v. «bat») es raro fuera del noroeste de Europa, por lo que las fusiones inusuales o pronunciaciones exóticas como [bet] por [bit] podría surgir. Tenga en cuenta que [bɪt] es una pronunciación que se usa a menudo en Inglaterra y Gales para «bet», y también en algunos dialectos del inglés americano. Véase el cambio de vocales de las ciudades del norte y la fusión de Pin-pen.
- Los hablantes nativos de japonés, coreano y la mayoría de los dialectos chinos tienen dificultades para distinguir / r / y / l / , también presente para los hablantes de algunos dialectos del español caribeño (solo al final de las sílabas), lo que se conoce como lambdacismo.
- Los hablantes nativos de portugués brasileño, español o gallego y ucraniano pueden pronunciar sonidos similares a la [h] donde se esperaría a / r / , / s / o / ɡ / , respectivamente, ya que esos sonidos a menudo o casi siempre siguen este proceso en sus lenguas nativas, lo que se conoce como debucalización.
- Los hablantes nativos de árabe, tagalo, japonés, coreano y dialectos importantes de todas las lenguas romances ibéricas actuales (incluida la mayoría del español) tienen dificultades para distinguir [b] y [v] , lo que se conoce como betacismo.
- Hablantes nativos de casi todo el portugués brasileño, de algunos registros de portugués africano, de lenguas criollas derivadas del portugués, algunos dialectos del alemán suizo y varios procesos pontuales en varios idiomas eslavos, como el búlgaro y el ucraniano, y muchos dialectos de otros idiomas tienen instancias de / l / o / ɫ / siempre convirtiéndose en [w] al final de una sílaba en un contexto dado, de modo que «milk» puede pronunciarse de diversas formas como [mɪu̯k], [mɪʊ̯k] o [mɪo̯k]. Esto está presente en algunos registros en inglés, lo que se conoce como vocalización l, pero puede ser rechazado como deficiente o generar confusión en otros.
- Los hablantes nativos de muchos idiomas hablados ampliamente (incluidos el holandés y todos los romances) distinguen los pares ocultos sin voz / p /, / t /, / k / de sus contrapartes sonoras / b /, / d /, / ɡ / simplemente por su sonido (y en las lenguas romances ibéricas, el último trío ni siquiera necesita ser detenido, por lo que sus hablantes nativos los pronuncian inconscientemente como [β] , [ð] y [ɣ ~ ɰ] - fricativas o aproximantes sonoras en la misma boca posiciones - en cambio, gran parte o la mayor parte del tiempo, que los hablantes nativos de inglés pueden interpretar erróneamente como / v / o / w /, / ð / y / h /, / w /, o / r / de su idioma). Sin embargo, en inglés, alemán, danés y algunos otros idiomas, la principal característica distintiva en el caso de las consonantes sordas iniciales o acentuadas detenidas de sus contrapartes sonoras es que se aspiran [pʰ tʰ kʰ] (a menos que estén inmediatamente precedidas o seguidas de / s /), mientras que los sonoros no lo son. Como resultado, gran parte de las / p /, / t / y / k / que no están en inglés sonarán para los oídos nativos en inglés como / b /, / d / y / ɡ / en su lugar (es decir, «p arking» puede sonar más como «b arking»).
- Los hablantes de ucraniano, turco y azerí pueden tener problemas para distinguir entre / v / y / w / ya que ambas pronunciaciones se usan indistintamente para la letra v en esos idiomas.

Los idiomas también pueden diferir en la estructura de las sílabas; el inglés permite un grupo de hasta tres consonantes antes de la vocal y cinco después de ella (por ejemplo, «strengths», «straw», «desks», «glimpsed», «sixths»). El japonés y el portugués brasileño, por ejemplo, alternan ampliamente los sonidos de consonantes y vocales, por lo que los estudiantes de Japón y Brasil a menudo fuerzan las vocales entre las consonantes (p. ej., Los «desks» se convierten en [desukusu] o [dɛskis] y el «milk shake» se convierte en [miɽukuɕeːku] o [miwki ɕejki], respectivamente). De manera similar, en la mayoría de los dialectos ibéricos, una palabra puede comenzar con [s] , y [s] puede ir seguida de una consonante, pero una palabra nunca puede comenzar con [s] seguida inmediatamente de una consonante, por lo que los estudiantes cuya lengua materna esté en esta familia lingüística a menudo tiene una vocal delante de la palabra (por ejemplo, la «school» (escuela) se convierte en [eskul], [iskuɫ ~ iskuw], [ɯskuɫ] o [əskuɫ] para hablantes nativos de español, portugués brasileño y europeo, y catalán, respectivamente).

## Aplicaciones móviles
Gracias a la evolución de las tecnologías, éstas ahora nos permiten aprender distintos idiomas con ayuda de las aplicaciones móviles, y la diversidad de éstas permite a sus usuarios aprender de manera autónoma sin necesidad de asistir presencialmente a un curso.
Las aplicaciones móviles para el aprendizaje de idiomas (MALL, por sus siglas en inglés) han ayudado a ejercitar el nivel oral, el cual incluye, vocabulario, pronunciación, fluidez y escucha, ofreciendo herramientas como lecciones y recursos con los que interactúas, práctica de la pronunciación y actividades de escucha.
Sin embargo su marcado enfoque en traducción directa presenta en muchas ocasiones conceptos y palabras de manera descontextualizada.